# Карл Улрих Детлев Кристиан Бенямин фон Золмс-Зоненвалде-Рьоза
Карл Улрих Детлев Кристиан Бенямин фон Золмс-Зоненвалде-Рьоза (на немски: Carl Ulrich Detlev Christian Benjamin zu Solms-Sonnenwalde-Rösa; * 15 октомври 1761, Верндорф; † 25 декември 1835, Рьоза) е граф на Золмс-Зоненвалде-Рьоза.

## Произход
Той е единственият син на граф Карл Георг Хайнрих фон Золмс-Зоненвалде (1728 – 1796) и съпругата му Йохана Улрика фон Мюнстерберг и Мюнхенау (1730 – 1797).
Умира на 5 декември 1835 г. в Рьоза и е погребан там.

## Фамилия
Карл Улрих Детлев Кристиан Бенямин фон Золмс-Зоненвалде-Рьоза се жени на 4 ноември 1788 г. в Гроткау (Гродков) за Йохана Шарлота фон Притвиц-Гафрон (* 10/18 февруари 1766, Охлау; † 29 април 1842, погребана в Рьоза). Те имат осем деца:
- Карл фон Золмс-Зоненвалде-Рьоза (* 5 ноември 1789; † 10 май 1829), граф на Широславиц и Войславиц, женен на 22 октомври 1816 г. в Козелвиц за Мария Анна Пакцински фон Тенкцин (1799 – 1884)

- Каролина фон Золмс-Зоненвалде-Рьоза (* 22 януари 1792; † 11 януари 1878)
- Мориц Фридрих фон Золмс-Зоненвалде-Рьоза (* 25 юни 1794; † 6 август 1795)
- Амалия Улрика Йохана фон Золмс-Зоненвалде-Рьоза (* 25 август 1796; † 29 ноември 1862), омъжена на 7 януари 1818 г. в Грос-Лайпе за Йозеф фон Пакценски и Тенкцин († 1819)
- Карл Ернст Фридрих Мориц Теодор фон Золмс-Зоненвалде-Рьоза и Текленбург (* 1 декември 1800; † 15 февруари 1859), женен на 6 май 1827 г. в Десау за Йохана Вилхелмина Луиза фон Кнебел (1798 – 1884)
- Фридрих Мориц фон Золмс-Зоненвалде-Рьоза (* 6 февруари 1803, Лайпе – ?)
- Густав Адолф Фридрих Мориц фон Золмс-Зоненвалде-Рьоза (* 24 март 1804, Лайпе; † 11 август 1891)
- Ото Теодор Мориц Вилхелм фон Золмс-Зоненвалде-Рьоза (* 22 октомври 1810; † 24 декември 1890), женен на Лиегнитз 30 май 1843 г. в Лигниц за Ангелика фон Шметау (1813 – 1881)